# Schloss Schönhagen

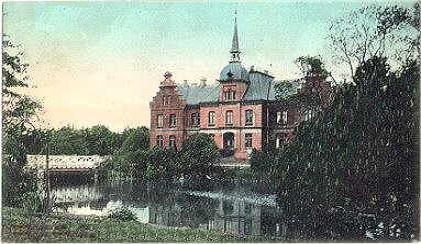
Schloss Schönhagen um 1900…

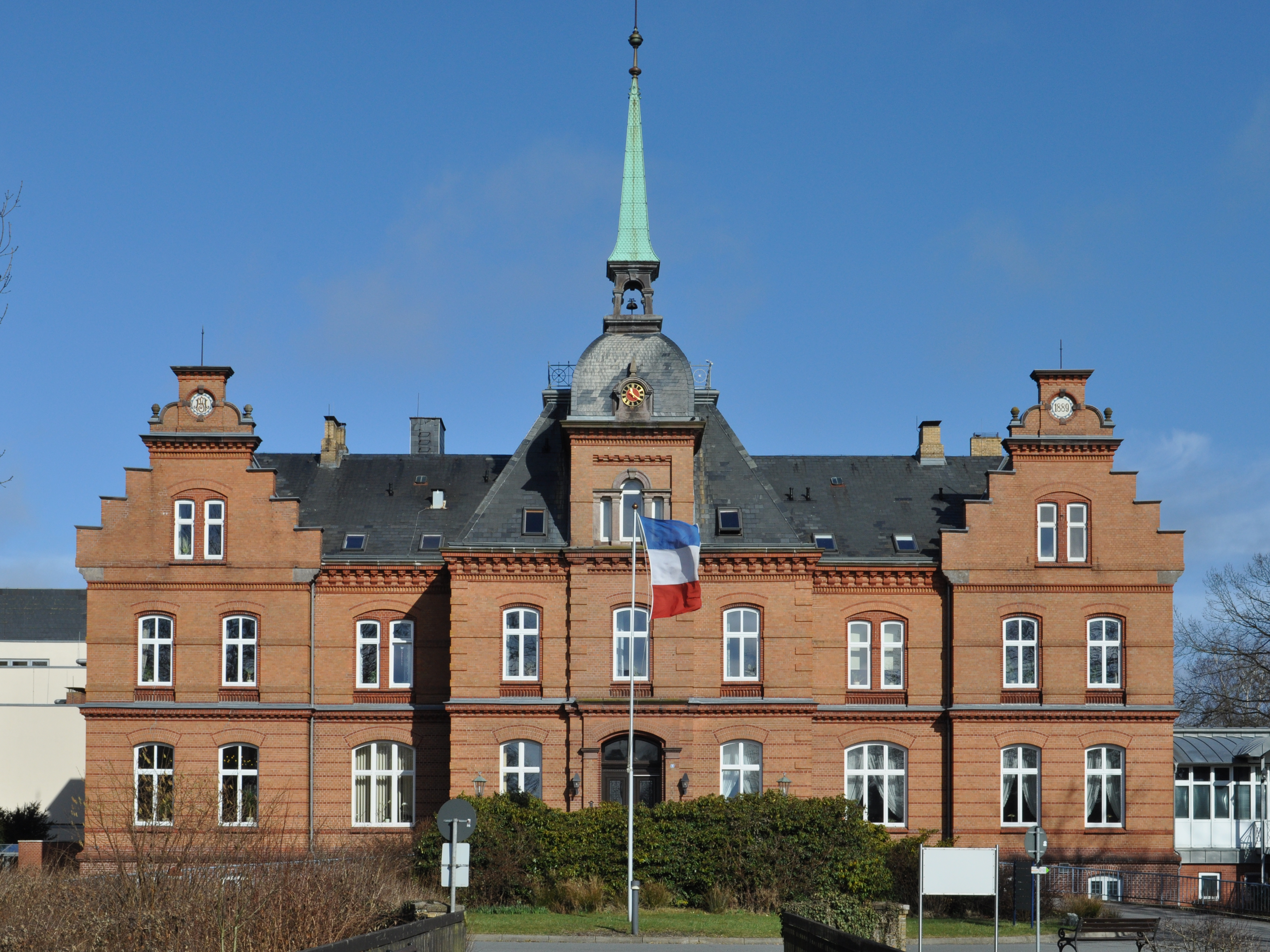
…und heute (2012)

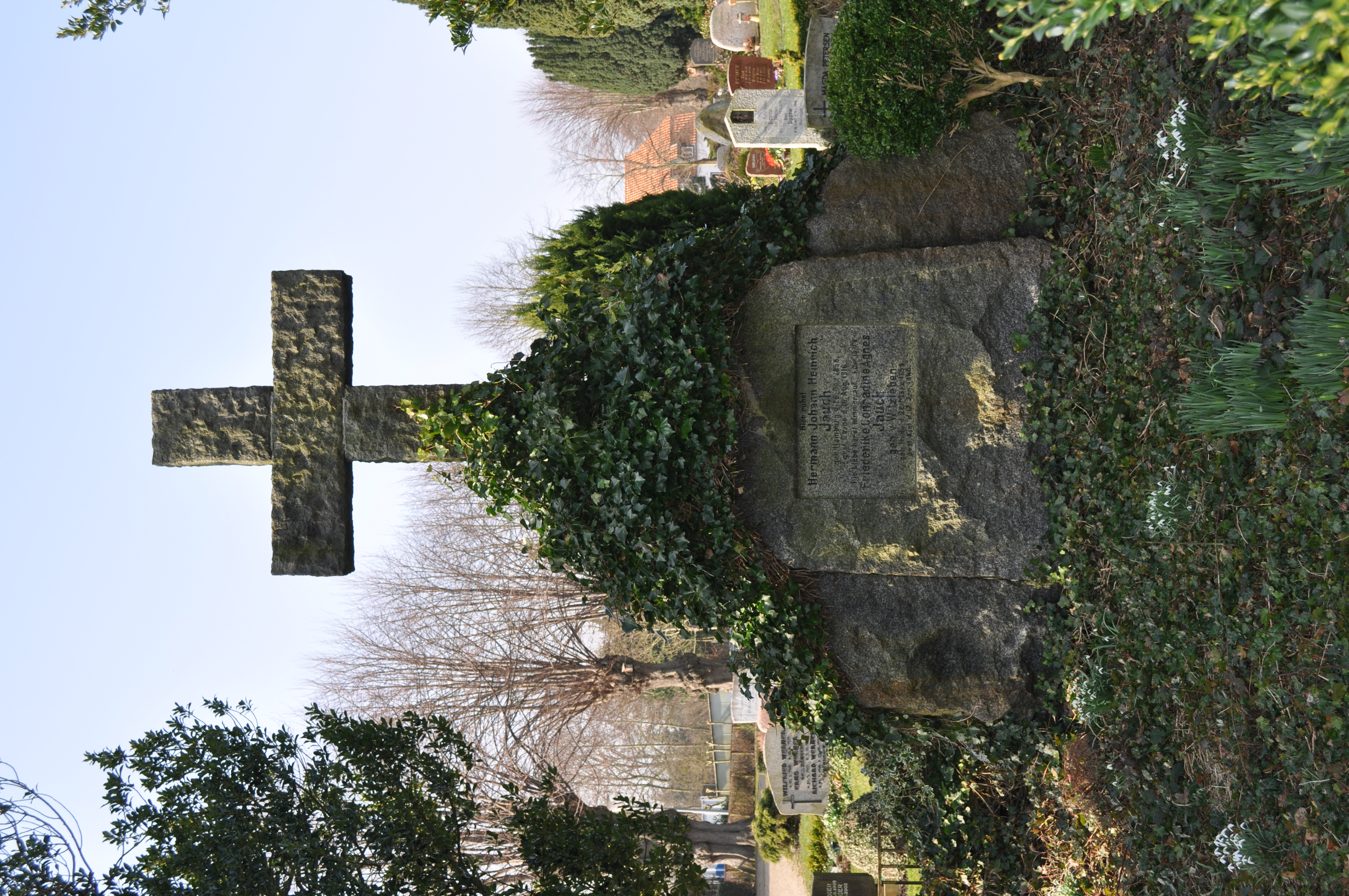
Jauchsche Gruft in Karby

Das Schloss Schönhagen ist das denkmalgeschützte zentrale Bauwerk des vormaligen Rittergutes und heutigen Ostseebades Schönhagen, das zur Gemeinde Brodersby gehört. Es liegt hinter der charakteristischen Steilküste Schönhagens an der Ostsee.

## Geschichte
Schönhagen wurde erstmals 1652 genannt und geht auf ein 1604 gebildetes Vorwerk beim Dorf Höxmark (dän. Høgsmark) zurück. Der Ortsname geht auf das Grundwort Hagen für Einhegung, eingehegte Rodung zurück und bedeutet etwa Zum schönen Hagen oder Garten. Zum Teil wurde der Ortsname als Hafen wiedergegeben (Norhafen), vermutlich als Übernahme des entsprechenden adän. haghi, ndän. have (Garten, entsprechend Skønhave). Das eigentlich Rittergut Schönhagen entstand 1711 nach der Trennung von dem Rittergut Olpenis. 1712 bis 1754 gehörte es den Besitzern des Rittergutes Loitmark und wurde als Meierhof dieses Gutes betrachtet. 1712 gehörte Schönhagen dem Oberst Joachim Dietrich von Dewitz, Bruder des Generals Franz Joachim von Dewitz. Danach kam es in die Hände wechselnder Besitzer. 1840 hatte das Gut eine Größe von 1276 Steuertonnen, entsprechend knapp 2.500 Morgen und wies 64 Familien mit zusammen 310 Einwohnern auf. Unterhörige waren das Dorf Höxmark und die Hälfte des Dorfes Brodersby, ferner Nordhagen und Kiekut.
Im Zuge der Schleswig-Holsteinischen Erhebung 1848 bis 1851 bildete das Gut mit den Gütern Carlsburg und Wittmark eine Volksbewaffnung. Gutsherr Paul Paulsen Henningsen stimmte in der „vereinigten schleswigholsteinischen Ständeversammlung“ im April 1848 für die „Insurrections-Regierung“ und befürwortete, „auf dem Frankfurter Bundestage“ für „Schleswigs Incorporation in Deutschland“ einzutreten. Das Herzogtum Schleswig war damals noch ein Lehen des Königreiches Dänemark, jedoch entbrannte 1848 ein Nationalitätenkonflikt zwischen deutsch und dänisch orientierten Schleswigern.
1882 erwarb Hermann Jauch (1858–1916) die Güter Schönhagen und Schwonendahl. Jauch war wohlhabender Spross des Hamburger Großbürgergeschlechts Jauch, Sohn der Hamburgischen Wohltäterin Auguste Jauch. Er brachte das Gut durch zahlreiche Zukäufe zu seiner größten Ausdehnung von 2.800 Morgen. 1889 ließ er das Herrenhaus auf Schönhagen errichten, das heutzutage als Schloss Schönhagen bezeichnet wird und das Wahrzeichen des Ortes ist. Sein Sohn Erich aus der Ehe mit Agnes von Witzleben aus Hude (Oldenburg) übernahm nach dem Tode des Vaters das Gut und ließ 1913 durch den Architekten Ernst Prinz (1878–1974) das Torhaus erbauen. In der zweiten Hälfte der 20er Jahre verkaufte Erich Jauch das Gut, das bis 1928 einen Gutsbezirk bildete.
1928 erwarb der Förderverein Gesellschaft zur Förderung der Hebbelschule des Kieler Gymnasiums Hebbelschule das Gebäude.
Es wurde 1929 als Schullandheim eröffnet.
Dies ermöglichte zunächst jeder Jahrgangsstufe einen Aufenthalt in jedem Schuljahr. Ab 1931 wurde aus Kostengründen das Gebäude an andere, teilweise auswärtige, Schulen vermietet. Nach Kriegsausbruch diente es zeitweise als Reservelazarett. 1941 verkaufte der Förderverein das Gebäude an die Stadt Kiel. Von 1945 bis 1970 führte diese das Landschulheim für alle Kieler Schulen weiter, sodass es für jeden Schüler nur noch einen Aufenthalt gab, für die Hebbelschüler in der Jahrgangsstufe Quinta.
In den siebziger Jahren wurde es als Hotel und Internationale Bildungsstätte genutzt. 1981 wurde das Dorint-Aparthotel Schönhagen eröffnet. Heute ist Schloss Schönhagen zentrales Bauwerk einer Rehabilitationsklinik der Helios Kliniken.
Das Schloss und das Torhaus sind eingetragene Denkmäler in der Denkmalliste des Kreises Rendsburg-Eckernförde.

## Bekannte Schönhagener
- Christian Dietrich Claudius (* 18. März 1819 auf Gut Schönhagen; † 23. August 1907 in Altona), Medailleur, Großneffe des Dichters Matthias Claudius, Vater des Malers und Illustrators Wilhelm Ludwig Heinrich Claudius (1854–1942)[13]
- Carl Hilmers (* 1891 auf Gut Schönhagen; † 1978 in Hamburg),[14] Kunstmaler, Zeichner und Aquarellist vornehmlich von Küstenlandschaften[15]

## Lage
Schloßstraße, 24398 Brodersby

## Bilder

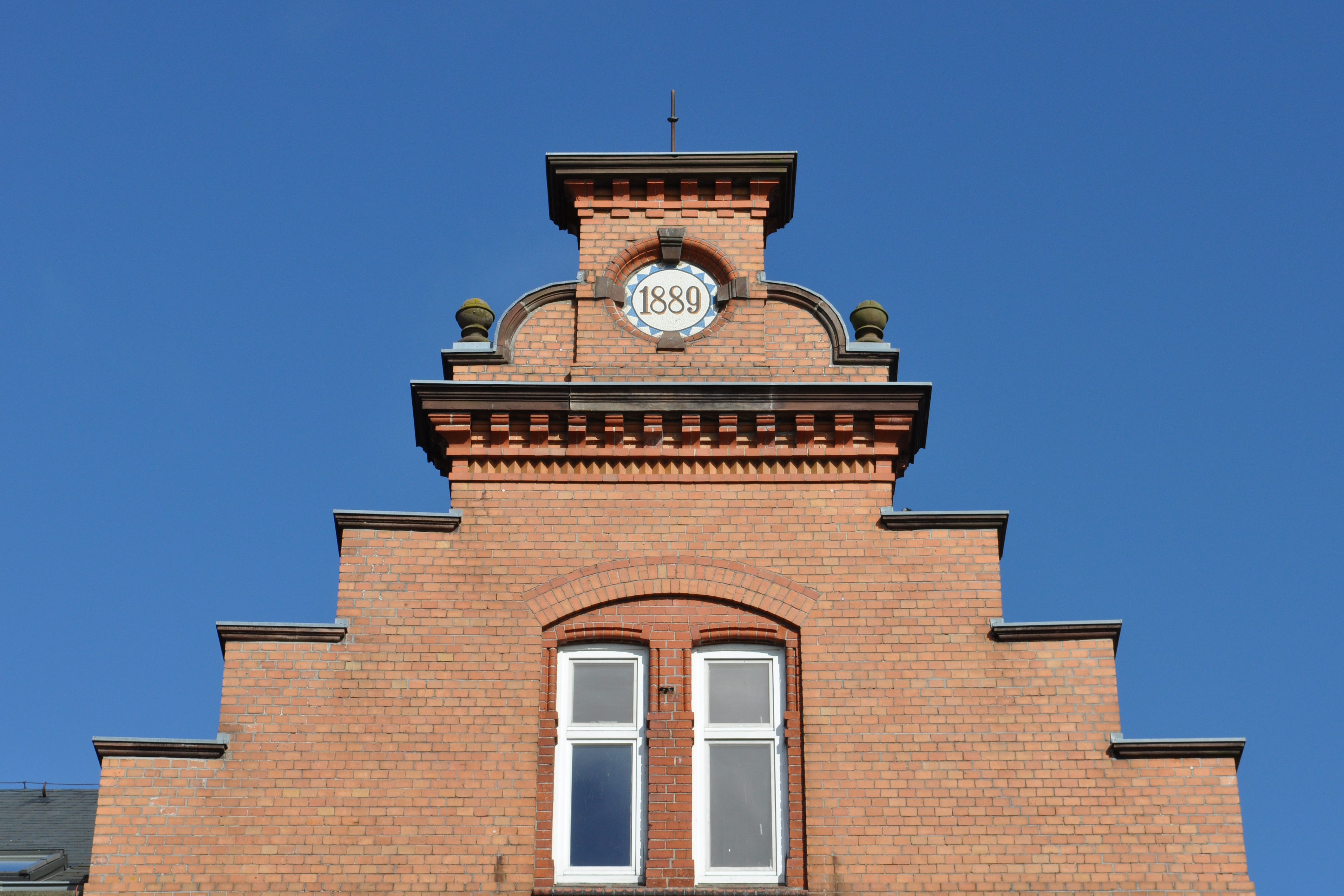
Giebel mit Angabe des Baujahres 1889
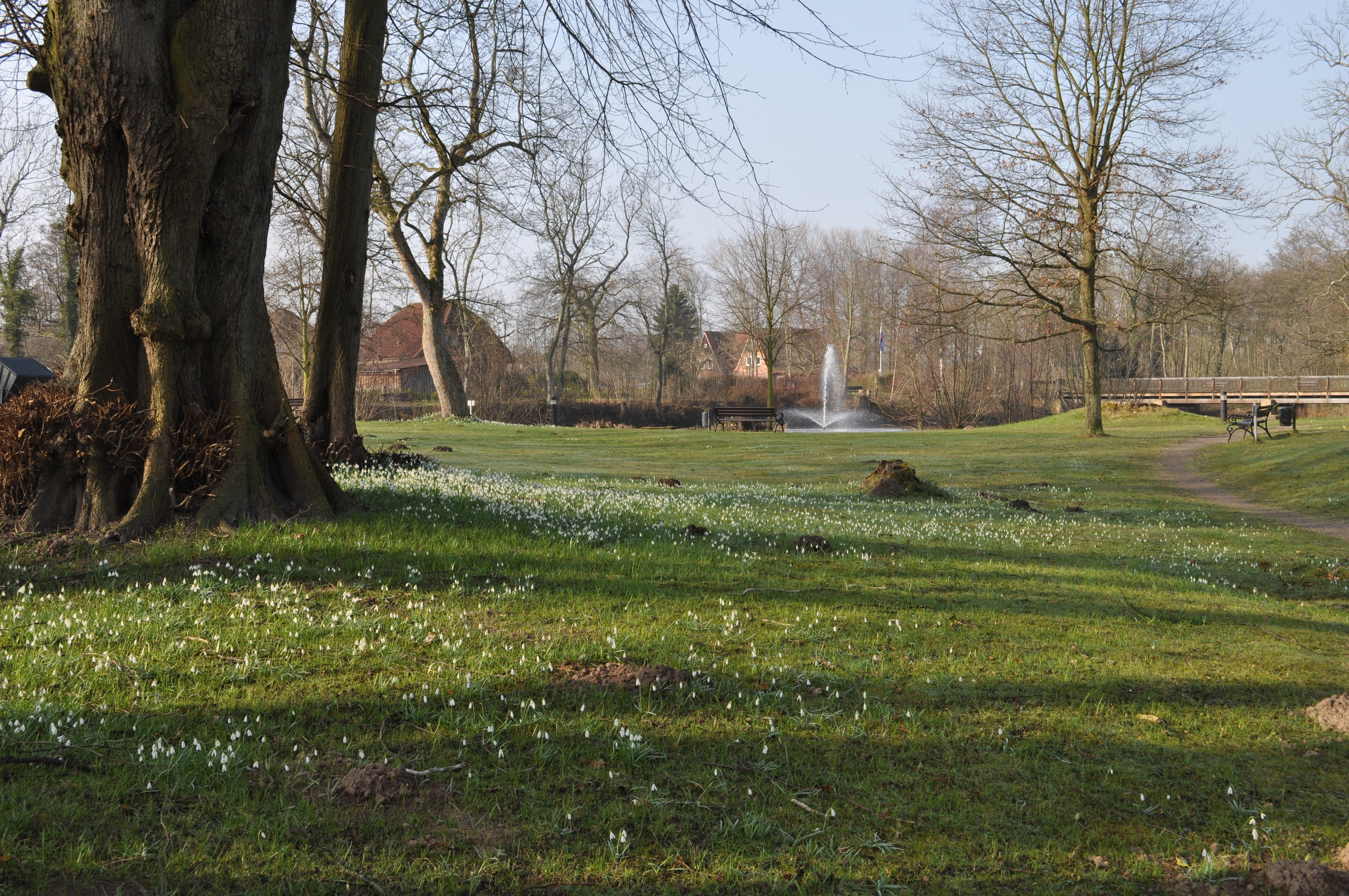
Schlosspark
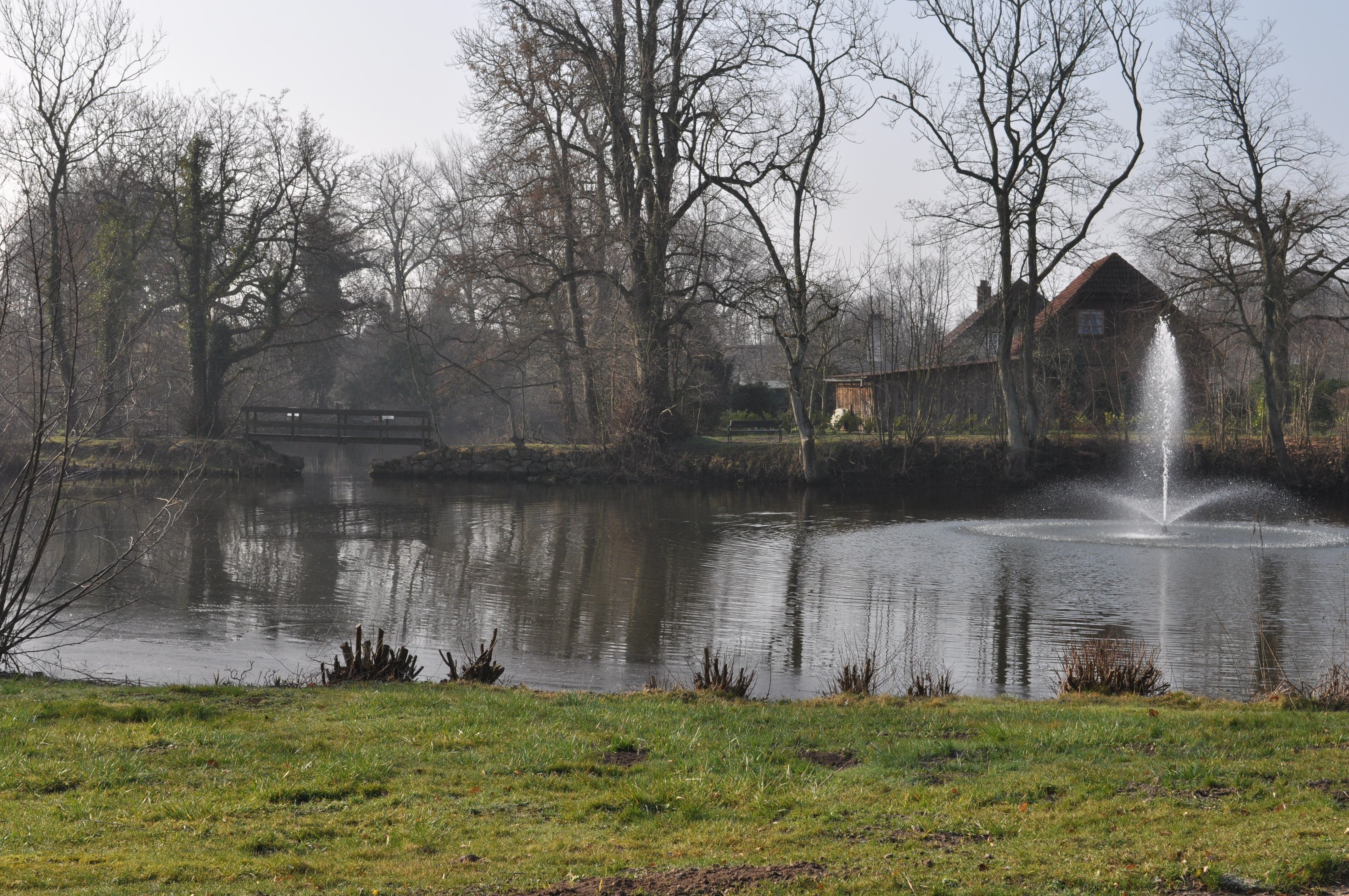
Schlossteich
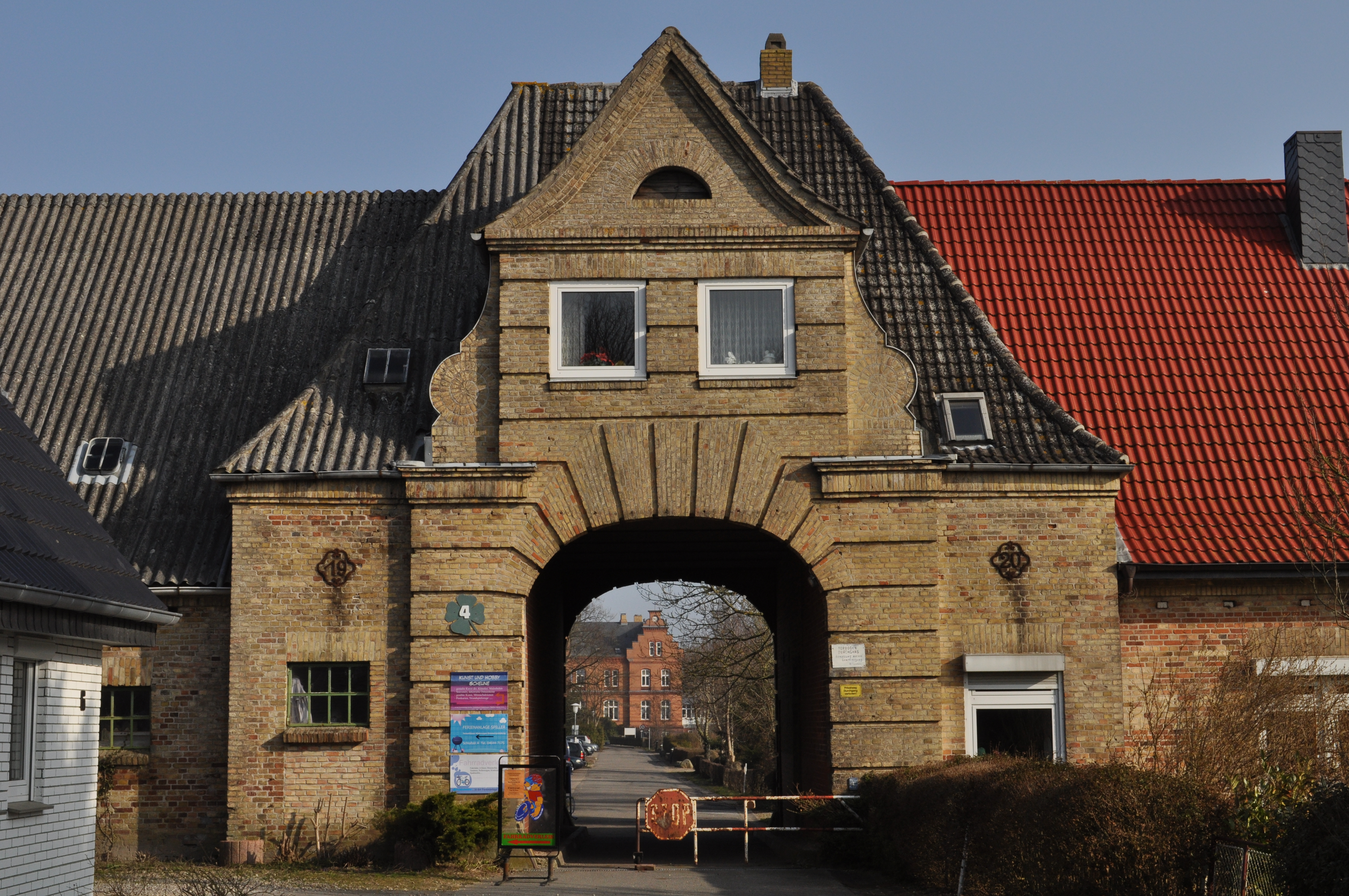
Torhaus